# Kickflip
De kickflip is een trick bij het skateboarden. De rijder springt net zoals bij een ollie maar schuift zijn voet naar buiten, waardoor het skateboard 360 graden rond zijn as draait. Daarna is het de bedoeling dat de rijder terug op zijn skateboard landt.
De kickflip was een van de eerste moderne skateboardfliptricks die in het begin van de jaren tachtig werd uitgevonden.
In 1983 ontdekte Rodney Mullen deze trick. Eerst noemde hij het de “magic flip”.

## Variaties
Wanneer de skater een Kickflip heeft bemeesterd, kun je nog veel meer tricks leren:
- Wanneer je harder met je tenen langs de rand schuift, kan je board sneller en twee keer (of meer) draaien rond zijn as, dit is een Double Kickflip, Triple Kickflip, etc.
- De skater kan ook een Pop Shuvit doen samen met de Kickflip, dat is dan een Varial Kickflip. Dit kan ook met een Frontside Pop Shuvit dan spreken we van een Hardflip. Als je een Kickflip samen met 360 (Frontside) Pop Shovits doet, dan heb je een 360 Flip of 360 Hardflip.
- De rijder kan ook in de lucht een Frontside/Backside 180 doen. Deze tricks zijn dan genaamd naar het getal van het aantal graden je draait, bv. Frontside 180 Flip (of gewoon Frontside Flip), Backside 360 flip, Frontside 540 Flip, etc.